# Antonina Dedoni
Antonina Dedoni (Escalaplano, 2 luglio 1949) è una politica italiana.

## Biografia
Laureata in pedagogia e insegnante, è impegnata in politica fin da giovane con il Partito Comunista Italiano, dagli anni '80 è consigliera comunale e assessora a Donori, restando in carica fino al 1990.
Dopo la svolta della Bolognina aderisce al Partito Democratico della Sinistra, con cui venne eletta alla Camera alle elezioni del 1996 nel collegio uninominale Serramanna con il 53,5% dei voti. Nel 1998 confluisce nei Democratici di Sinistra.
Alle successive elezioni politiche del 2001 si ripresenta nel medesimo collegio di Serramanna, ma con il 44,4% viene battuta dal candidato del centrodestra e non risulta eletta.